# Anatolij Zacharow
Anatolij Timofiejewicz Zacharow, ros. Анатолий Тимофеевич Захаров (ur. 15 października?/27 października 1893 w Obwodzie Wojska Dońskiego, zm. 6 września 1966 w Bostonie) – rosyjski wojskowy (esauł), kozacki emigrant wojskowy, oficer Rosyjskiego Korpusu Ochronnego podczas II wojny światowej.

## Życiorys
W 1913 r. ukończył doński korpus kadetów, zaś w 1914 r. szkołę kawaleryjską w Jelizawetgradzie. Służył w stopniu chorążego w 8 Dońskim Pułku Kawalerii, w szeregach którego brał udział w początkowym okresie I wojny światowej. W sierpniu 1915 r. przeszedł do 1 korpuśnego oddziału lotniczego jako lotnik – obserwator. Od sierpnia 1916 r. w stopniu sotnika służył w 4 myśliwskim oddziale lotniczym. Został odznaczony Orderami Św. Anny, Św. Stanisława i Św. Jerzego. 
Po wybuchu wojny domowej w Rosji wstąpił do lotnictwa armii atamana gen. Piotra N. Krasnowa, a następnie Sił Zbrojnych Południa Rosji. 7 maja 1920 r. został przeniesiony do rezerwy. Wkrótce powrócił do czynnej służby wojskowej w dońskim oddziale lotniczym atamana wojskowego Kaledina. W połowie listopada tego roku wraz z resztą wojsk białych ewakuował się drogą morską z Krymu do Gallipoli. 
Na emigracji zamieszkał w Królestwie SHS. Po zajęciu Jugosławii przez wojska niemieckie w kwietniu 1941 r., wstąpił ochotniczo do Rosyjskiego Korpusu Ochronnego, w szeregach którego w stopniu esauła służył do końca wojny. Po jej zakończeniu wyjechał do USA.